# Karşıyaka SK
Karşıyaka SK – turecki klub sportowy z siedzibą w Izmirze. Najbardziej znaną sekcją klubu jest sekcja piłkarska.

## Historia
Karşıyaka Spor Kulübü został założony w 1 listopada 1912. Klub występował w miejscowej lidze – İzmir Futbol Ligi, trzykrotnie ją wygrywając w 1926, 1952 i 1959. W 1937 Karşıyaka połączyła Bornovasporem tworząc klub Yamanlarspor.
W 1944 klub powrócił do starej nazwy. W 1959 Karşıyaka była wśród założycieli ligi tureckiej, która nosiła wówczas nazwę Milli Lig. Klub występował w pierwszej lidze przez dziewięć sezonów latach 1959–1972. W 1973 klub spadł po raz pierwszy w historii do trzeciej ligi. Do drugiej powrócił siedem lat później, a do tureckiej ekstraklasy w 1987. W 1. Lig Karşıyaka występowała przez siedem sezonów w latach 1987–1996. Łącznie w tureckiej ekstraklasie Karşıyaka spędziła 16 sezonów.
W 2001 klub po raz drugi spadł do trzeciej ligi. Obecnie występuje w 2. Lig.

## Sukcesy
- mistrzostwo 2. Lig (2): 1992, 1995.
- mistrzostwo İzmir Futbol Ligi (3): 1926, 1952, 1959.

## Sezony
- 16 sezonów w Süper Lig: 1959-1964, 1966-1967, 1970-1972, 1987-1991, 1992-1994, 1995-1996.
- 28 sezonów w 1. Lig: 1964-1966, 1967-1970, 1972-1973, 1980-1987, 1991-1992, 1994-1995, 1996-2001, 2003-.
- 9 sezonów w 2. Lig: 1973-1980, 2001-2003.

## Trenerzy
- Todor Veselinović (1992-1993)
- Feyyaz Uçar (2005, 2006-2007)
- Engin İpekoğlu (2007-2008)

## Sezony wSüper Lig
| Sezon   | Uzyskane Miejsce  |
| ------- | ----------------- |
| 1959    | 6 w gr. czerwonej |
| 1959-60 | 9                 |
| 1960-61 | 16                |
| 1961-62 | 5                 |
| 1962-63 | 11                |
| 1963-64 | 14 (spadek)       |
| 1966-67 | 17 (spadek)       |
| 1970-71 | 12                |
| 1971-72 | 16 (spadek)       |
| 1987-88 | 7                 |
| 1988-89 | 11                |
| 1989-90 | 8                 |
| 1990-91 | 15 (spadek)       |
| 1992-93 | 13                |
| 1993-94 | 15 (spadek)       |
| 1995-96 | 18 (spadek)       |

## Inne sekcje
W klubie działają również inne sekcje: koszykówki, siatkówki, piłki ręcznej, tenisa, pływania, żeglarstwa, bilardu, bowlingu i sportów motocyklowych.